# 随机森林

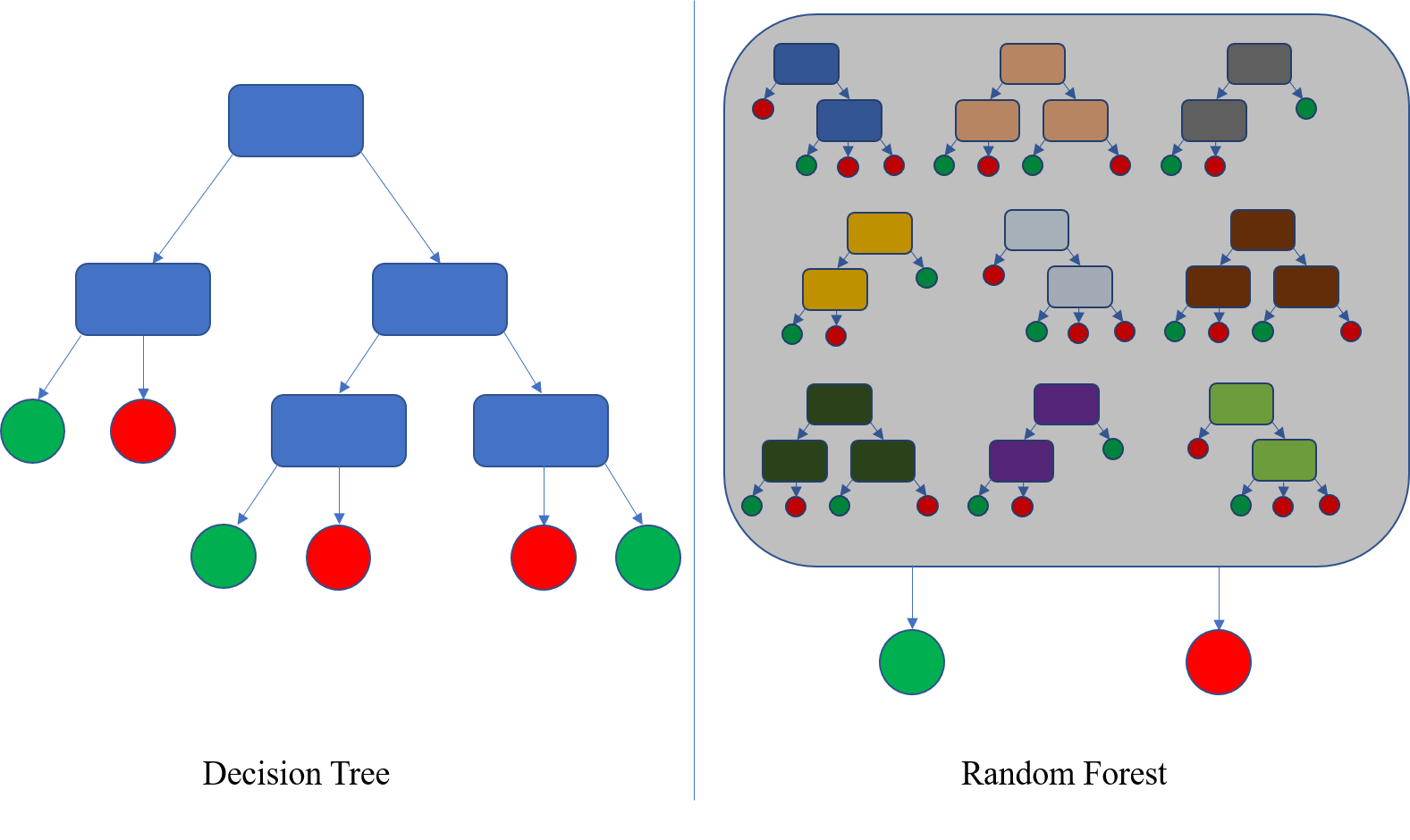
把随机树的聚合构建为随机森林的原理示意图。

在機器學習中，隨機森林是一個包含多個決策樹的分類器，並且其輸出的類別是由個別樹輸出的類別的眾數而定。
這個術語是1995年由貝爾實驗室的何天琴所提出的隨機決策森林（random decision forests）而來的。
然后Leo Breiman和Adele Cutler發展出推論出隨機森林的演算法。而"Random Forests"是他們的商標。
這個方法則是結合Breimans的"Bootstrap aggregating"想法和Ho的"random subspace method"以建造決策樹的集合。

## 历史
随机森林的引入最初是由华裔美国人何天琴于1995年先提出的。然后随机森林由Leo Breiman于2001年在一篇论文中提出的。这篇文章描述了一种结合随机节点优化和bagging，利用类CART过程构建不相关树的森林的方法。此外，本文还结合了一些已知的、新颖的、构成了现代随机森林实践的基础成分，特别是
1. 使用out-of-bag误差来代替泛化误差
2. 通过排列度量变量的重要性

## 算法

### 预备：决策树学习
决策树是机器学習的常用方法。 Hastie等说：“树学习是如今最能满足于数据挖掘的方法，因为它在特征值的缩放和其他各种转换下保持不变，对无关特征是穩健的，而且能生成可被檢查的模型。然而，它通常並不準確。”
特别的，生长很深的树容易学习到高度不规则的模式，即过学习，在训练集上具有低偏差和高變異數的特点。随机森林是平均多个深决策树以降低變異數的一种方法，其中，决策树是在一个数据集上的不同部分进行训练的。这是以偏差的小幅增加和一些可解释性的丧失为代價的，但是在最终的模型中通常会大大提高性能。

### Bagging
随机森林训练算法把bagging的一般技术应用到树学习中。给定训练集{\displaystyle X=x_{1},\dots ,x_{n}}和目标{\displaystyle Y=y_{1},\dots ,y_{n}}，bagging方法重复（{\displaystyle B}次）从训练集中有放回地采样，然后在这些样本上训练树模型：
For b = 1, ..., B:
1. Sample, with replacement, n training examples from X, Y; call these Xb, Yb.
2. Train a classification or regression tree fb on Xb, Yb.

在训练结束之后，对未知样本x的预测可以通过对x上所有单个回归树的预测求平均来实现：
{\displaystyle {\hat {f}}={\frac {1}{B}}\sum _{b=1}^{B}f_{b}(x')}
或者在分类任务中选择多数投票的类别。
这种bagging方法在不增加偏置的情况下降低了方差，从而带来了更好的性能。这意味着，即使单个树模型的预测对训练集的噪声非常敏感，但对于多个树模型，只要这些树并不相关，这种情况就不会出现。简单地在同一个数据集上训练多个树模型会产生强相关的树模型（甚至是完全相同的树模型）。Bootstrap抽样是一种通过产生不同训练集从而降低树模型之间关联性的方法。
此外，x'上所有单个回归树的预测的标准差可以作为预测的不确定性的估计：
{\displaystyle \sigma ={\sqrt {\frac {\sum _{b=1}^{B}(f_{b}(x')-{\hat {f}})^{2}}{B-1}}}.}
样本或者树的数量B是一个自由参数。通常使用几百到几千棵树，这取决于训练集的大小和性质。使用交叉验证，或者透過观察out-of-bag误差（那些不包含xᵢ的抽样集合在样本xᵢ的平均预测误差），可以找到最优的B值。当一些树训练到一定程度之后，训练集和测试集的误差开始趋于平稳。

### 从 bagging 到随机森林
上面的过程描述了树的原始的 bagging 算法。随机森林与这个通用的方案只有一点不同:它使用一种改进的学习算法，在学习过程中的每次候选分裂中选择特征的随机子集。这个过程有时又被称为“特征 bagging”。这样做的原因是 bootstrap 抽样导致的树的相关性：如果有一些特征预测目标值的能力很强，那么这些特征就会被许多树所选择，这样就会导致树的强相关性。何天琴分析了不同条件下 bagging 和随机子空间投影对精度提高的影响。
典型地，对于一个包含 p 个特征的分类问题，可以在每次划分时使用 {\displaystyle {\sqrt {p}}} 个特征:592。对于回归问题，作者推荐 p/3 但不少于 5 个特征:592。

### 极限树
再加上一个随机化步骤，就会得到极限随机树（extremely randomized trees），即极限树。与普通的随机森林相同，他们都是单个树的集成，但也有不同：首先，每棵树都使用整个学习样本进行了训练，其次，自上而下的划分是随机的。它并不计算每个特征的最优划分点（例如，基于信息熵或者基尼不纯度），而是随机选择划分点。该值是从特征经验范围内均匀随机选取的。在所有随机的划分点中，选择其中分数最高的作为结点的划分点。与普通的随机森林相似，可以指定每个节点要选择的特征的个数。该参数的默认值，对于分类问题，是{\displaystyle {\sqrt {n}}}，对于回归问题，是{\displaystyle n}，其中 {\displaystyle n}是模型的特征个数。

## 性质

### 特征的重要性
随机森林天然可用来对回归或分类问题中变量的重要性进行排序。下面的技术来自Breiman的论文，R语言包randomForest包含它的实现。
度量数据集 {\displaystyle {\mathcal {D}}_{n}=\{(X_{i},Y_{i})\}_{i=1}^{n}}的特征重要性的第一步是，使用训练集训练一个随机森林模型。在训练过程中记录下每个数据点的out-of-bag误差，然后在整个森林上进行平均。
为了度量第{\displaystyle j}个特征的重要性，第{\displaystyle j}个特征的值在训练数据中被打乱，并重新计算打乱后的数据的out-of-bag误差。则第{\displaystyle j}个特征的重要性分数可以通过计算打乱前后的out-of-bag误差的差值的平均来得到，这个分数通过计算这些差值的标准差进行标准化。
产生更大分数的特征比小分数的特征更重要。这种特征重要性的度量方法的统计定义由Zhu et al.给出。
这种度量方法也有一些缺陷。对于包含不同取值个数的类别特征，随机森林更偏向于那些取值个数较多的特征，partial permutations、growing unbiased trees可以用来解决这个问题。如果数据包含一些相互关联的特征组，那么更小的组更容易被选择。

### 与最近邻算法的关系
Lin和Jeon在2002年指出了随机森林算法和K-近邻算法(k-NN)的关系。 事实证明，这两种算法都可以被看作是所谓的“加权邻居的方案”。这些在数据集{\displaystyle \{(x_{i},y_{i})\}_{i=1}^{n}}上训练的模型通过查看一个点的邻居来计算一个新点x'的预测值{\displaystyle {\hat {y}}}，并且使用权重函数W对这些邻居进行加权:
{\displaystyle {\hat {y}}=\sum _{i=1}^{n}W(x_{i},x')\,y_{i}.}
其中， {\displaystyle W(x_{i},x')}是第i个点在同一棵树中相对于新的数据点x'的非负权重。对于任一特定的点x'，{\displaystyle x_{i}}的权重的和必须为1。权重函数设定如下：
- 对于k-NN算法，如果xi是距离x'最近的k个点之一，则{\displaystyle W(x_{i},x')={\frac {1}{k}}}，否则为0。
- 对于树，如果xi与x'属于同一个包含k'个点的叶结点，则{\displaystyle W(x_{i},x')={\frac {1}{k'}}}，否则为0。

因为森林平均了m棵树的预测，且这些树具有独立的权重函数{\displaystyle W_{j}}，故森林的预测值是：
{\displaystyle {\hat {y}}={\frac {1}{m}}\sum _{j=1}^{m}\sum _{i=1}^{n}W_{j}(x_{i},x')\,y_{i}=\sum _{i=1}^{n}\left({\frac {1}{m}}\sum _{j=1}^{m}W_{j}(x_{i},x')\right)\,y_{i}.}
上式表明了整个森林也采用了加权的邻居方案，其中的权重是各个树的平均。在这里，x'的邻居是那些在任一树中属于同一个叶节点的点{\displaystyle x_{i}}。只要{\displaystyle x_{i}}与x'在某棵树中属于同一个叶节点，{\displaystyle x_{i}}就是x'的邻居。

## 基于随机森林的非监督学习
作为构建的一部分，随机森林预测器自然会导致观测值之间的不相似性度量。还可以定义未标记数据之间的随机森林差异度量：其思想是构造一个随机森林预测器，将“观测”数据与适当生成的合成数据区分开来。 观察到的数据是原始的未标记数据，合成数据是从参考分布中提取的。随机森林的不相似性度量之所以吸引人，是因为它能很好地处理混合变量类型，对输入变量的单调变换是不敏感的，而且在存在异常值的情况下度量结果依然可靠。由于其固有变量的选择，随机森林不相似性很容易处理大量的半连续变量。

## 學習演算法
根據下列演算法而建造每棵樹：
1. 用{\displaystyle N}來表示訓練用例（样本）的個數，{\displaystyle M}表示特征数目。
2. 输入特征数目{\displaystyle m}，用于确定决策树上一个节点的决策结果；其中{\displaystyle m}應远小於{\displaystyle M}。
3. 從{\displaystyle N}個訓練用例（样本）中以有放回抽样的方式，取樣{\displaystyle N}次，形成一个训练集（即bootstrap取樣），並用未抽到的用例（样本）作預測，評估其誤差。
4. 對於每一個節點，隨機選擇{\displaystyle m}個特征，决策树上每个节点的决定都是基于这些特征确定的。根據這{\displaystyle m}個特征，計算其最佳的分裂方式。
5. 每棵樹都會完整成長而不會剪枝（Pruning，這有可能在建完一棵正常樹狀分類器後會被採用）。

## 優點
隨機森林的優點有：
- 對於很多種資料，它可以產生高準確度的分類器。
- 它可以處理大量的輸入變數。
- 它可以在決定類別時，評估變數的重要性。
- 在建造森林時，它可以在內部對於一般化後的誤差產生不偏差的估計。
- 它包含一個好方法可以估計遺失的資料，並且，如果有很大一部分的資料遺失，仍可以維持準確度。
- 它提供一個實驗方法，可以去偵測variable interactions。
- 對於不平衡的分類資料集來說，它可以平衡誤差。
- 它計算各例中的親近度，對於数据挖掘、偵測離群點（outlier）和將資料視覺化非常有用。
- 使用上述。它可被延伸應用在未標記的資料上，這類資料通常是使用非監督式聚類。也可偵測偏離者和觀看資料。
- 學習過程是很快速的。

## 开源实现
- The Original RF （页面存档备份，存于） by Breiman and Cutler written in Fortran 77.
- ALGLIB （页面存档备份，存于） contains a modification of the random forest in C#, C++, Pascal, VBA.
- party （页面存档备份，存于） Implementation based on the conditional inference trees in R.
- randomForest （页面存档备份，存于） for classification and regression in R.
- Python implementation （页面存档备份，存于） with examples in scikit-learn.
- Orange data mining suite includes random forest learner and can visualize the trained forest.
- Matlab （页面存档备份，存于） implementation.
- SQP （页面存档备份，存于） software uses random forest algorithm to predict the quality of survey questions, depending on formal and linguistic characteristics of the question.
- Weka RandomForest （页面存档备份，存于） in Java library and GUI.
- ranger （页面存档备份，存于） A C++ implementation of random forest for classification, regression, probability and survival. Includes interface for R.

## 参阅
- 机器学习
- 提升方法 - 机器学习方法
- 决策树学习  - 机器学习算法
- 集成学习 - 统计与机器学习技术
- 無母數統計
- 随机化算法 - 将一定程度的随机性作为其逻辑或程序的一部分的算法

## 外部連結
- （英文）Ho, Tin Kam (1995). "Random Decision Forest". Proc. of the 3rd Int'l Conf. on Document Analysis and Recognition,  Montreal, Canada, August 14-18, 1995, 278-282（Preceding Work）
- （英文）Ho, Tin Kam (1998). "The Random Subspace Method for Constructing Decision Forests".  IEEE Trans. on Pattern Analysis and Machine Intelligence 20 (8), 832-844（Preceding Work）
- （英文）Deng, H; Runger, G; Tuv, Eugene (2011). Bias of importance measures for multi-valued attributes and solutions, Proceedings of the 21st International Conference on Artificial Neural Networks (ICANN2011)
- （英文）Amit, Yali and Geman, Donald (1997) "Shape quantization and recognition with randomized trees". Neural Computation 9, 1545-1588. （页面存档备份，存于）（Preceding work）
- （英文）Breiman, Leo "Looking Inside The Black Box". Wald Lecture II（Lecture）
- （英文）Breiman, Leo (2001).  "Random Forests".  Machine Learning 45 (1), 5-32[永久]（Original Article）
- （英文）Random Forest classifier description（Site of Leo Breiman）
- （英文）Liaw, Andy & Wiener, Matthew "Classification and Regression by randomForest" R News (2002) Vol. 2/3 p. 18 （页面存档备份，存于）（Discussion of the use of the random forest package for R）
- （英文）Ho, Tin Kam (2002). "A Data Complexity Analysis of Comparative Advantages of Decision Forest Constructors". Pattern Analysis and Applications 5, p. 102-112 （页面存档备份，存于）（Comparison of bagging and random subspace method）